# Ditassa acerifolia
Ditassa acerifolia är en oleanderväxtart som beskrevs av Tobias Lasser och Maguire. Ditassa acerifolia ingår i släktet Ditassa och familjen oleanderväxter. Inga underarter finns listade i Catalogue of Life.